# Gian Carlo Menotti
Gian Carlo Menotti (Cadegliano-Viconago (Itàlia), 7 de juliol de 1911 - Montecarlo, 1 de febrer de 2007) va ser un compositor i llibretista estatunidenc, nascut italià.

## Biografia
Menotti va començar a escriure cançons als 7 anys i als 11 va elaborar el llibret i la música de la seua primera òpera La mort de Pierrot. Va començar la seua formació musical al Conservatori Verdi de Milà l'any 1923.
Després de la mort de son pare, Menotti i sa mare van emigrar als Estats Units, i ací va inscriure's al Curtis Institute of Music de Filadèlfia. Altres estudiants de l'institut eren Leonard Bernstein i Samuel Barber. Aquest darrer esdevindria company sentimental de Menotti, establint també una interessant col·laboració professional; per exemple Menotti va escriure el llibret de l'òpera més cèlebre de Barber: Vanessa, que va ser estrenada el 1958 al Metropolitan Opera. Al Curtis Institute Menotti va compondre la seua primera obra de maduresa, l'òpera Amelia al Ballo (Amèlia va al ball), sobre un text propi en italià. El Déu de l'Illa i L'últim salvatge van ser les altres dues úniques òperes que va escriure en italià, la resta són en anglès. Ha escrit tots els llibrets de les seues òperes. Les seues òperes de més èxit van ser les compostes en les dècades de 1940 i 1950. També va ser professor del Curtis Institute of Music.
Va escriure els llibrets per a dues òperes de Samuel Barber, Vanessa i A Hand of Bridge, i va revisar el llibret d'Antony and Cleopatra. Amelia va ser un èxit tan gran que la NBC va encarregar-li una òpera per a la ràdio; The Old Maid and the Thief (La vella soltera i el lladre) que va ser la primera òpera composta per a aquest mitjà de comunicació. Després va compondre el ballet, Sebastian (1944), i un concert per a piano i orquestra (1945) abans de retornar a l'òpera amb The Medium i The Telephone.
La seua primera òpera llarga, The Consul, va ser estrenada l'any 1950; i va guanyar el Premi Pulitzer en la categoria de "Música" i el premi de la Crítica de Nova York al millor espectacle musical de l'any (el darrer l'any 1954). El 1951, Menotti va escriure una òpera d'ambient nadalenc: Amahl and the Night Visitors (Amahl i els visitants nocturns) per al Hallmark Hall of Fame. El 1958, va fundar el Festival of Two Worlds (festival dels dos mons) a Spoleto, Itàlia; i el seu festival paral·lel a Charleston, Carolina del Sud, el 1977.
Va deixar l'Spoleto Festival USA el 1993 per fer-se càrrec de la direcció de l'Òpera de Roma. El 1984 Menotti va ser guardonat amb el Kennedy Center Honor per la seua contribució a les arts, i l'any 1991 va ser designat "Músic de l'any".
Després de vendre la casa que compartia amb el seu company Samuel Barber a Westchester County, Nova York, anomenada Capricorn, Menotti va mantenir una llarga relació sentimental amb el director d'orquestra Thomas Schippers, que va morir l'any 1977. Barber va morir el 1981.
Menotti va compondre diversos ballets i nombroses obres corals. D'entre aquestes últimes, la més notable és la cantata The Death of the Bishop of Brindisi (La mort del bisbe de Brindisi), de l'any 1963. També va compondre un concert per a violí i orquestra i va escriure una obra de teatre (The Leper). Va destacar com a director de les seues pròpies obres. Però és en el camp de l'òpera on va fer les contribucions més destacables. Segons András Batta, Menotti va aconseguir introduir temes actuals i d'accentuat dramatisme en l'òpera, amb una música de caràcter eclèctic, amb reminiscències de Mússorgski, Stravinski, Puccini i Debussy entre d'altres.

## Obres principals

### Òpera
- Amelia al Ballo (1937)
- The Old Maid and the Thief, òpera radiofònica (1939)
- The Island God (1942)
- The Medium (1946)
- The Telephone, or L'Amour à trois (1947)
- The Consul (1950)
- Amahl and the Night Visitors, òpera per a la televisió (1951)
- The Saint of Bleeker Street (1954)
- Maria Golovin (1958)
- Labyrinth, òpera per a la televisió (1963)
- The Last Savage, (1963)
- Martin's Lie, (1964)
- Help, Help, the Globolinks!, (1968)
- The Most Important Man, (1971)
- Tamu-Tamu, (1973)
- The Egg, (1976)
- The Hero, (1976)
- The Trial of the Gypsy, (1978)
- Chip and his Dog, (1979), òpera infantil encarregada per la Canadian Children's Opera Company
- La Loca, (1979)
- A Bride from Pluto, (1982)
- The Boy Who Grew Too Fast, (1982)
- Goya, (1986)
- The Wedding (Giorno da Nozze), (1988)
- Goya [rev.], (1991)
- The Singing Child, (1993)

(Font: usopera.com)